# Le Jouet qui tue
Le Jouet qui tue (ou Le père Noël est un escroc au Québec ; Grift of the Magi) est le 9e épisode de la saison 11 de la série télévisée d'animation Les Simpson.

## Synopsis
Milhouse est poursuivi par un rayon de soleil et se réfugie chez les Simpson. Bart et son copain s'amusent à se déguiser en femme. Lorsqu'Homer rentre dans la chambre, Bart tombe et se casse le coccyx. Il se retrouve handicapé, dans l'impossibilité d'aller à l'école étant donné qu'elle est dépourvue de rampes d'accès. Pour corriger cette erreur, Gros Tony fait signer à Skinner un contrat afin de les construire. Seulement, il se fait arnaquer et est contraint de fermer l'école parce qu'elle n'a plus d'argent. 
La société Kid First Industrie reprend l'école et remplace les professeurs. Bizarrement, ces derniers ne semblent s'intéresser qu'aux envies des enfants en matière de jouets...

## Guest star
- Gary Coleman (voix et personnage) (VF: Jackie Berger)